# Sibilla (Carpaccio)
La Sibilla è un dipinto a olio su tela (186x87 cm) attribuito a Vittore Carpaccio, databile al 1510 circa e conservato nella Galleria degli Uffizi a Firenze. Fa coppia con un Profeta delle stesse dimensioni.

## Storia e descrizione
L'opera, di difficile interpretazione iconografica, è forse una sibilla (Cavalcaselle) e potrebbe provenire dalle ante di un organo. Pedrocco, osservando il cagnolino maltese in questa tela, propende per un'identificazione profana dei soggetti, magari due allegorie classicheggianti.
L'attribuzione, assegnata per primo al Carpaccio dal Cavalcaselle, ha subito varie ipotesi: Ragghianti e Murano la legano a opere a cavallo del XV e XVI secolo del Rinascimento ferrarese, Middeldorf invece parlò dell'ambito di Giovanni Agostino da Lodi, ovvero lo Pseudo-Boccaccino.
Il personaggio è ritratto a grandezza naturale su sfondo scuro, in piedi, poggiante su un suolo roccioso con erbette che scompare nell'ombra. Ai suoi piedi stanno alcuni libri e il già menzionato cagnolino. Indossa un ampio mantello verde scuro, finemente ricamato sui bordi, un velo e una tunica bianchi, e ha un'acconciatura riccia e con trecce, di sapore quasi fiorentino. In mano tiene un altro libro e un rotolo, simboli di sapienza.